# Weltweite Evangelische Allianz
Die Weltweite Evangelische Allianz (kurz WEA; englisch World Evangelical Alliance) wurde 1846 in der Freemasons’ Hall in London gegründet und ist die weltweit größte konfessionsübergreifende Vereinigung evangelischer Christen. Die WEA besteht aus Evangelischen Allianzen in 9 Regionen mit 138 Nationen, die 2022 nach Angaben der New York Times 600 Millionen Menschen mehrheitlich evangelikaler Überzeugung vertreten. Der Ökumenische Rat der Kirchen gibt die Mitgliederzahl Stand 2005 noch mit 380 Millionen an. Die drei Sitze der WEA sind New York City, Genf und Bonn. Ziel ihrer Arbeit ist, „die Zusammenarbeit und das Zeugnis evangelikaler Christen weltweit zu fördern“. Seit 2021 ist der deutsche Theologe Thomas Schirrmacher ihr Generalsekretär.

## Organisation
Die Leitung der WEA hat das Büro des Generalsekretär (Office of the Secretary General) inne. Dieses besteht aus der Person des Generalsekretärs (General Secretary) sowie zwei Stellvertretern (Deputy Secretary General). Das Büro des Generalsekretärs wird durch das International Council (IC) überwacht, das mindestens aus einem Repräsentanten jeder der neun Regionen besteht. Den Vorsitz des IC hat mit Stand 2022 Goodwill Shana inne. Die Mitglieder des IC werden wiederum auf einer General Assembly alle sechs Jahre mit zuletzt 800 Teilnehmern gewählt.

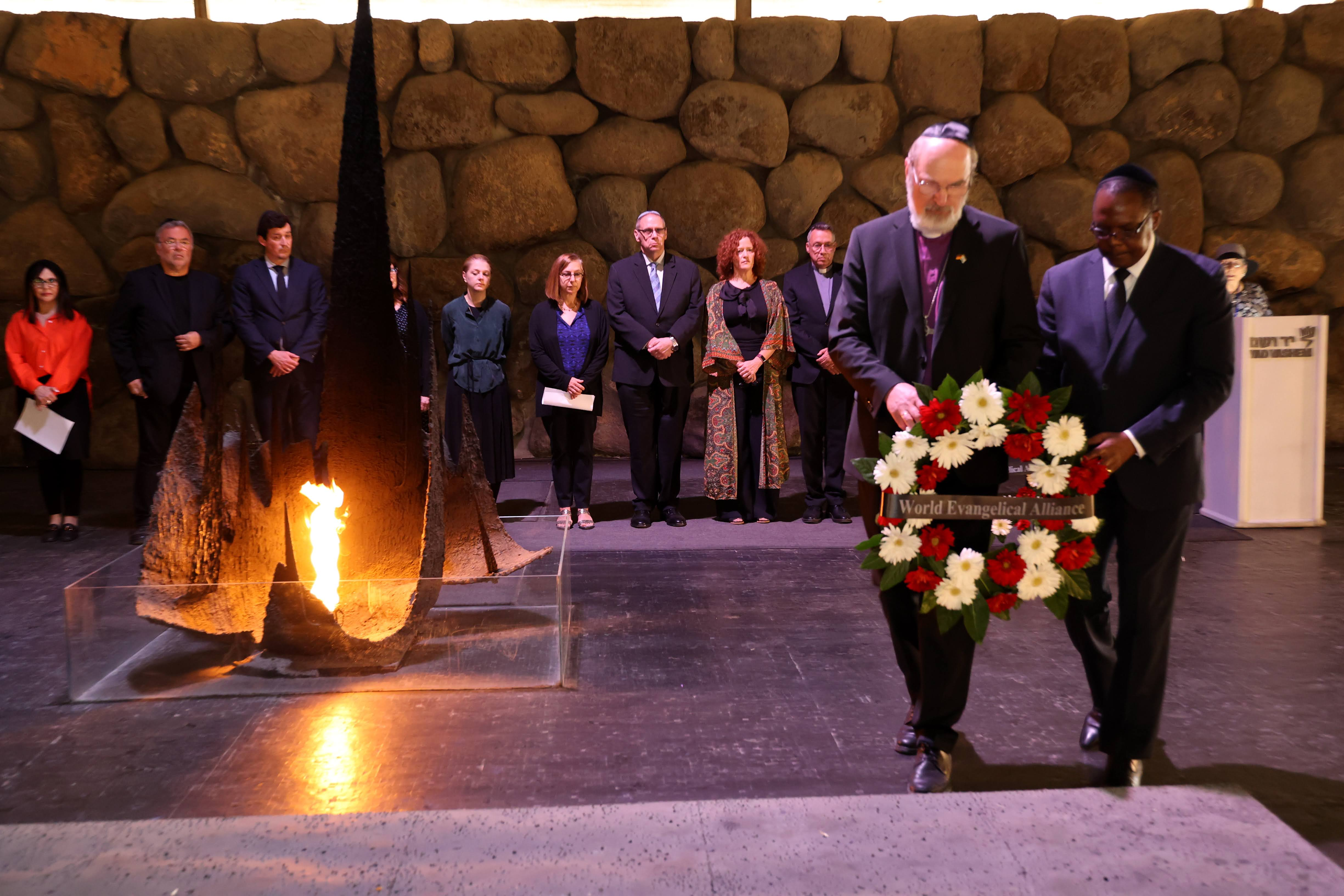
Goodwill Shana als Präsident des International Council und Thomas Schirrmacher als Secretary General der WEA legen 2022 in Yad Vashem in Jerusalem einen Kranz nieder

Die WEA hat drei Arten von Mitgliedsorganisationen:
- Neun regionale Evangelische Allianzen, die zumeist einen Kontinent abdecken,
  - mit in Summe 138 nationalen Evangelischen Allianzen,[10] sowie
- acht kirchliche Netzwerke, wie z. B. die Heilsarmee[11], und
- 109 assoziierte Mitglieder, wie u. a. Open Doors, Operation Mobilisation und Biblica.[12]

Die nationalen Evangelischen Allianzen weisen in ihrer Größe und Organisation deutliche Unterschiede auf. Die amerikanische National Association of Evangelicals nennt 40 Denominationen als Mitgliedsorganisationen, die wiederum ihr unterstellte Kirchenverbände verwalten. Die Zahl der so in den USA repräsentierten Kirchen wird mit 45.000 angegeben. Die Evangelische Allianz in Deutschland als Verein hingegen bietet keinen Kirchen, sondern nur Einzelpersonen die Mitgliedschaft an (aktuell rd. 60 Personen) und übersieht ein Netzwerk aus 370 ihr nahestehenden aber rechtlich eigenständigen Organisationen. Die Schweizerische Evangelische Allianz verbindet beide Modelle und bietet Mitgliedschaften für Einzelpersonen aber auch lokale Kirchen und nationale Denominationen an.
Die WEA bezeichnet sich als die „evangelikale Stimme bei den Vereinten Nationen“ (Original: Evangelical Voice at United Nations) und hat dort die Rolle eines Sonderberaters (Special Consultative Status) im Wirtschafts- und Sozialrat der Vereinten Nationen. Sie ist bei der UNO-Hauptabteilung für Globale Kommunikation akkreditiert und nimmt regelmäßig an den Sitzungen des UN-Menschenrechtsrats in Genf teil. Das WEA Sustainability Center ist am UN-Sitz Bonn für Themen der Nachhaltigkeit zuständig und bemüht sich um die Umsetzung der UN-Ziele für nachhaltige Entwicklung. Der WEA Beauftragte am Sitz des Deutschen Bundestages und der Bundesregierung ist Uwe Heinowski. Sie ist auf der Lobbyliste des Deutschen Bundestages auf Platz 744 von 2051 eingetragen. Die WEA ist als Lobbyorganisation im Transparenz-Register des Europäischen Parlaments eingetragen und wird dort von Thomas Bucher vertreten.

## Positionen
Die Weltweite Evangelische Allianz bezieht Positionen zu zahlreichen Themen:

### Nachhaltigkeit
Die WEA Arbeitsgruppe für Nachhaltigkeit (Original: Creation Care Task Force; kurz: CCTF) ist seit 2012 für die Vermittlung von nachhaltigen Zielen aktiv. Sie arbeitet zusammen mit dem Lausanne Creation Care und hat als Ziel, Gottes Geschenk der Schöpfung zu bewahren (Original: care for God’s gift of creation). Die WEA nahm an der UN-Klimakonferenz in Glasgow 2021 teil. Globale Klimabotschafterin ist die Professorin und Klimaforscherin Katharine Hayhoe. Die globale evangelikale saubere Energie-Initiative (Original: Global Evangelical Clean Energy Initiative) setzt sich dafür ein, dass Evangelikale weltweit bis 2025 ihren Co2-Ausstoß um 20 % senken. Sie organisiert zusammen mit der amerikanischen Firma Smart Roofs Solar weltweit Kirchen mit Solarzellen nachzurüsten.

### Ausbildung
Die WEA hat mit Journey Passport eine digitale Ausbildungsmöglichkeit für religiöse Leiter auf der ganzen Welt erstellt. Die App und das Netzwerk werden von der WEA IT Kommission verwaltet und inhaltlich durch das Global Institute of Leadership (GIL) erweitert. Die Applikation ist eine Mischung aus Lern- und Netzwerk Community. Das WEA Center for Information Technology steht seit 2004 als IT-Dienstleister für Kirchen weltweit zur Verfügung und betreibt auf sechs Kontinenten so genannten Kompetenzzentren, die Kirchen vor Ort mit der Übertragung von Livestreams ihrer Gottesdienste helfen. Das International Council for Evangelical Theological Education (ICETE) akkreditiert die theologische Ausbildung von 1.200 theologischen Ausbildungsstätten auf der ganzen Welt. Sie führt Akkreditierungsinstitute auf acht Kontinenten:
- Afrika: Association for Christian Theological Education in Africa (ACTEA)
- Asien: Asia Theological Association (ATA)
- Karibik: Caribbean Evangelical Theological Association (CETA)
- Europa: European Council for Theological Education (ECTE)
- Euro-Asien: Euro-Asian Accrediting Association (E-AAA)
- Lateinamerika: Association for Evangelical Theological Education in Latin America (AETAL)
- Mittlerer Osten und Nordafrika: Middle East-North Africa Association for Theological Education (MENATE)
- Nordamerika: Association for Biblical Higher Education (ABHE)

Die Re-Forma hat sich die Laienausbildung zum Ziel gesetzt. Nach eigener Aussage haben von 2 Mio. protestantische Pastoren auf der Welt 90 % keine formale, theologische Ausbildung, und möchte diese in gewissen Zügen nachliefern.

### Religionsfreiheit
In der UN-Vertretung in Genf wird durch Anwesenheit in der UN-Menschenrechtskommission auf Menschenrechtsverletzungen hingewiesen. Die WEA nimmt am Universal Periodic Review (UPR) der UN teil, ein Mechanismus, der die Menschenrechtssituation in allen UN-Mitgliedsstaaten prüft. Ständiger Vertreter der WEA in Genf ist seit September 2022 Gaetan Roy. Die WEA forderte zuletzt ein sofortiges Ende der Kriegshandlungen in Äthiopien. Die Religious Liberty Commission setzt sich für die Rechte von verfolgten Christen ein und trifft sich zu diesem Zweck weltweit mit Regierungen und Diplomaten. Sie organisiert jährlich den International Day of Prayer for the Persecuted Church (IDOP), der zu einem gemeinsamen Gebetstag für verfolgte Christen aufruft. Die WEA führt seit 2007 das Internationale Institut für Religionsfreiheit (IIRF) und macht mit akademischen Veröffentlichungen auf Menschenrechtsverletzungen in der Welt aufmerksam. Vorsitzender ist mit Stand 2022 Dennis Petri. Das Peace and Reconciliation Network mit Sitz in Kanada setzt sich für den Weltfrieden ein.

### Theologie
Die WEA nutzt die Theologische Kommission (Original: Theological Commission; kurz: TC) als Sprachrohr für theologische Meinungen. Sie veröffentlicht die Evangelical Review of Theology, eine seit 1977 erscheinende Fachzeitschrift über theologische Diskussionen. Zuvor wurde als Sprachrohr die Theological News seit 1969 veröffentlicht. Direktorin der TC ist seit 2010 Rosalee Velosso Ewell. Der heutige Generalsekretär der WEA war zuvor 18 Jahre Vorsitzender der TC. Das Bible Translation Review Panel übersieht und verifiziert weltweit Bibelübersetzungen. Hierfür gibt sie Leitlinien heraus.

### Familie
Die WEA betreibt mehrere internationale Netzwerke zur Unterstützung von Zielen in den Bereichen Familie, Frauen und Jugend:
- WEA Children’s Network
- Family Challenge
- Youth Commission
- Women’s Commission

### Mission
Die WEA Missionskommission (Original: Mission Commission, kurz: MC) ist ein Zusammenschluss von ca. 250 Leitern (Associates genannt), die etwa 85 global arbeitenden Missionsgesellschaften aus sieben Regionen (meist ein Kontinent) angehören. Die MC arbeitet daran, aktuelle Trends und Probleme in der weltweiten Missionsarbeit zu ermitteln und dafür Lösungen zu erarbeiten. Im Zuge dieser Arbeit stößt sie Forschungsarbeiten an, bietet ein Forum zur Diskussion neuer Erkenntnisse, startet gemeinsame Projekte und entwickelt allgemein zugängliche Ressourcen, die den Missionsgesellschaften dienen. Die praktische Arbeit geschieht in jährlichen Konferenzen unterschiedlichen Zuschnitts.

## Geschichte

### Beweggründe
Die Evangelische Allianz entstand auf dem Boden der von John Wesley und George Whitefield ausgelösten Erweckungen im Großbritannien der 1730er Jahre, die viele evangelische Denominationen erfasst und miteinander in Verbindung gebracht hatten. Die Opposition gegen die Oxford-Bewegung in der anglikanischen Kirche ab 1830 und gegen das empfundene Erstarken des Katholizismus in den 30er und 40er Jahren des 19. Jahrhunderts sowie die Spaltung der Church of Scotland 1843 gelten als Ursachen für die Entstehung einer Bewegung, deren Ziel die Einigung der evangelischen Christen war. Auch die wachsende soziale Ungerechtigkeit, die sich vor allem in schlechten Arbeitsbedingungen und Kinderarbeit niederschlug, gehörte zu einem historischen Kontext, in dem der Wunsch nach einer geeinten und einflussreichen Kirche wuchs.

### Gründung

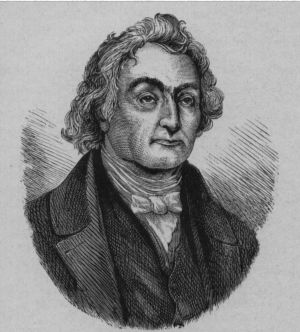
Thomas Chalmers

Verschiedene schottische Presbyterianer – besonders zu nennen sind Thomas Chalmers, Robert Balmers und John Henderson – waren Schlüsselpersonen auf dem Weg zur Gründung der Evangelischen Allianz. Sie organisierten ein Vorbereitungstreffen, das vom 1. bis 3. Oktober 1845 in Liverpool stattfand und zu dem sich 216 Vertreter aus zwanzig verschiedenen Denominationen Großbritanniens einfanden. Durch die Unterstützung von u. a. John Angell James (Kongregationalist), Edward Bickersteth (Anglikaner), Jabez Bunting (Methodist), Edward Steane (Baptist) war die Teilnahme eines breiten Spektrums evangelischer Christen aus England sichergestellt worden. Die eigentliche Gründungskonferenz der Evangelischen Allianz wurde in der Zeit vom 19. August bis 1. September 1846 in der Freemasons’ Hall in London abgehalten. An ihr beteiligten sich 921 Christen aus zwölf Nationen und 52 reformatorischen Kirchen. 84 Prozent der Delegierten kamen aus Großbritannien, 8 Prozent aus den USA und 7 Prozent aus Europa und dem Rest der Welt, wobei die Delegierten nicht als offizielle Vertreter ihrer Kirchen, vielmehr als Privatleute zu sehen waren. Zu den Teilnehmern aus Deutschland gehörten der evangelische Pfarrer Christian Gottlob Barth, der Calvin-Forscher Jules Bonnet, der protestantische Theologieprofessor August Tholuck und Johann Gerhard Oncken, der Begründer der deutschen Baptistenbewegung. Auch die streng lutherisch ausgerichtete Berliner Theologische Fakultät hatte eine Einladung nach London erhalten. Im selben Jahr wurde die britische Vereinigung der WEA in Manchester gegründet. Sie hatte 3.000 Gründungsmitglieder und bis 1859 hatte sie 6.000 Mitgliedern. Nicht überall jedoch war der Beginn der Allianz-Arbeit derart rasant. In Deutschland gab es anfangs größere Zurückhaltung, da die Weltweite Evangelische Allianz als fremdländisches Gewächs empfunden wurde, das für Deutschland eigentlich nicht nötig sei.
Bis zur Jahrhundertwende wurden verschiedene weltweite Konferenzen organisiert, deren Hauptaugenmerk darauf lag, die Gemeinschaft und Einheit der Christen zu fördern. Aber auch viele gesellschaftlich-relevante Fragen wurden besprochen, wie etwa Lindemann nachwies. Die Konferenzen fanden statt in London (1851), Paris (1855), Berlin (1857), Genf (1861), Amsterdam (1867), New York (1873), Basel (1879), Kopenhagen (1884) und Florenz (1891). Eine „Woche des Gebets“ wurde bereits 1846 bei der Gründungsversammlung beschlossen. Für Deutschland ist sie erstmals 1861 nachgewiesen. Sie ist seither fester Bestandteil der Arbeit der Evangelischen Allianz und im deutschsprachigen Raum als Allianzgebetswoche bekannt.

### Überzeugungen
Das Ergebnis der Gründungsversammlung war die Schaffung eines internationalen Netzwerkes von autonomen nationalen und regionalen Allianzen. Das Motto der neu gegründeten Allianz evangelischer Christen war Unum Corpus Sumus in Christo (deutsch: Wir sind ein Leib in Christus). Im Beginn verstand sich die Weltweite Evangelische Allianz noch als Bund einzelner Christen, die als Individuen auftraten. Bereits auf der Gründungsversammlung wurde die Durchführung regelmäßiger weltweiter Konferenzen, die Gründung einer Zeitschrift (Evangelical Christendom erschien erstmals im darauffolgenden Jahr) und die Einrichtung einer weltweiten Gebetswoche beschlossen. Von Anfang an gehörte auch der Einsatz für um ihres Glaubens willen verfolgte Menschen zu den erklärten Zielen.
Für die Arbeit der Evangelischen Allianz einigte sich die Gründungsversammlung auf eine neun Punkte umfassende „Basis des Glaubens“. Darin wurden wesentliche gemeinsame Überzeugungen zusammengefasst. Hierzu gehörten das Bekenntnis zur Bibel als inspiriertem Wort Gottes, die Erkenntnis, dass der Mensch ohne Gott verloren ist und der Erlösung durch Jesus Christus bedarf, die Überzeugung, dass der Sünder allein durch Glauben Rechtfertigung findet, die Notwendigkeit der Heiligung, das Bekenntnis zum Priestertum aller Gläubigen und die Erwartung der Wiederkunft Christi. Nicht einigen konnte man sich auf eine gemeinsame Ablehnung der Sklaverei. Es gab sogar Versuche von britischer Seite, Sklavenhalter von der Mitgliedschaft auszuschließen, was jedoch schließlich nicht geschah. Mit Mollison M. Clark wurde auch ein afroamerikanischer Pastor aus New York als Mitglied aufgenommen.

### Nachkriegszeit
Die Entwicklung zur heutigen Weltweiten Evangelischen Allianz verlief wesentlich über die USA. Dort gab es bereits ab 1942 die National Association of Evangelicals, deren War Relief Commission (heute: World Relief Commission) ab 1944 Hilfsgüter wie Kleidung und Essen in das zerstörte Europa für die Opfer des Zweiten Weltkriegs sendete. Sie nahm zunächst eine unabhängige Position ein. Im Bestreben nach einer weltweiten Vernetzung kam es schließlich im Zusammenschluss mit der britischen Evangelischen Allianz und der Gründung der Word Evangelical Fellowship (WEF). 1951 kamen bei der International Convention of Evangelicals in Woudschoten, Holland 91 Vertreter aus 21 Nationen zusammen. Maßgeblich bei dieser Zusammenkunft waren J. Elwin Wright, Harold J. Ockenga, Clyde W. Taylor aus den USA und John R. W. Stott sowie A. Jack Dain aus England. Für die neue Organisation wurde ein dreifacher Zweck definiert: Die Verbreitung des Evangeliums, die Verteidigung und Bestätigung des Evangeliums und die Gemeinschaft durch das Evangelium. Die Arbeit wurde auf vier Bereiche aufgeteilt: Evangelisation, Mission, Literatur und christliches Handeln. 1952 wurde die Europäische Evangelische Allianz (EEA) gegründet. 1968 schlossen sich auch die übrigen europäischen Evangelischen Allianzen diesem weltweiten Dachverband an. Der EEA gehören heute 35 nationale Allianzen in Europa an. Der heutige Name World Evangelical Alliance wurde schließlich 2001 angenommen.

## Deutschsprachige Allianzen

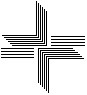
Logo der Deutschen Evangelischen Allianz

### Evangelische Allianz in Deutschland

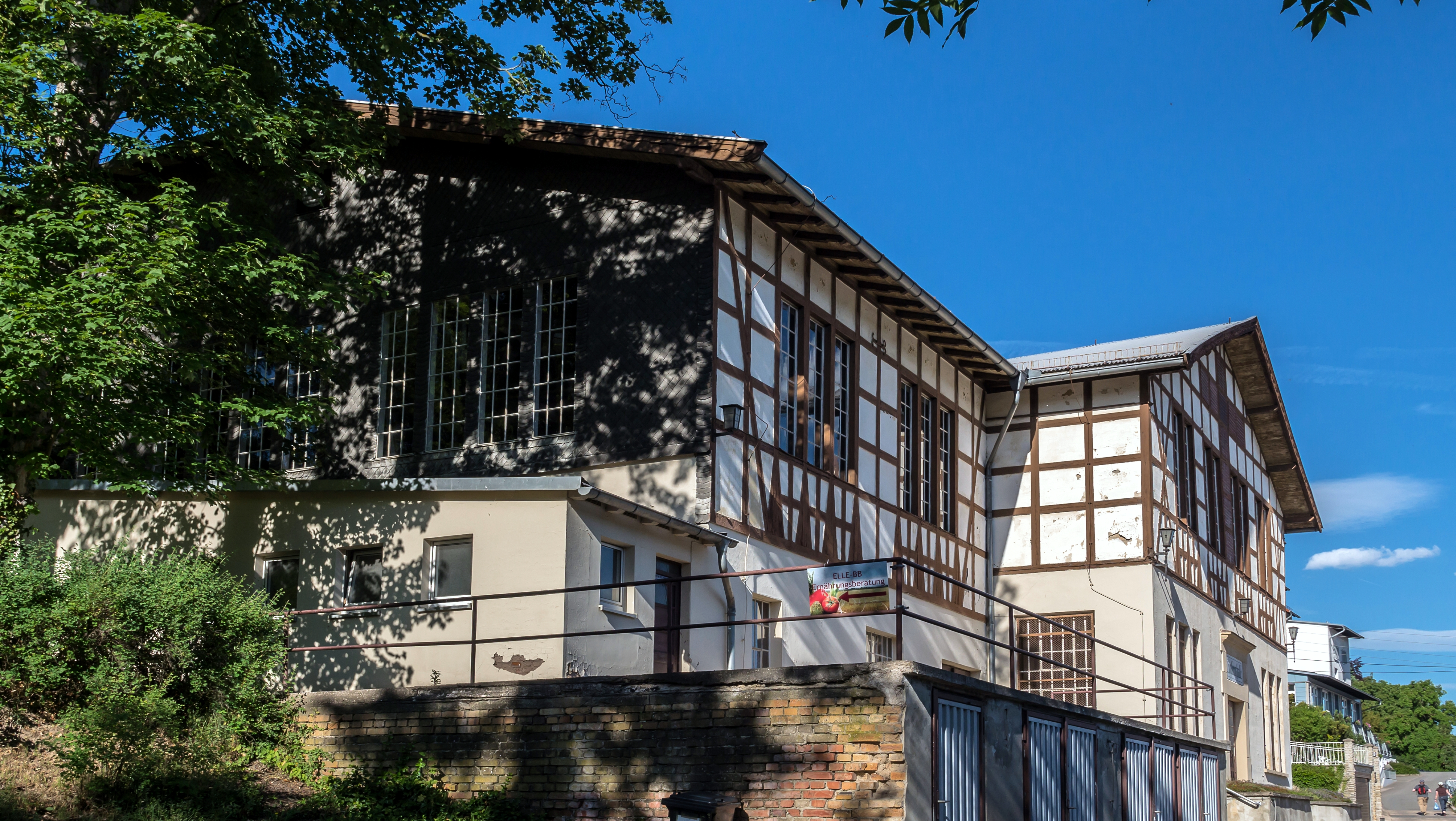
Die Evangelische Allianz in Deutschland in Bad Blankenburg

Die Evangelische Allianz in Deutschland (EAD) ist eine der 35 Töchterorganisationen der Europäischen Evangelischen Allianz (EEA) in Brüssel und bildet den Deutschland-Zweig der WEA. Nach Aussagen der EAD bekennen sich rund 1,3 Mio. Menschen zu Organisationen oder Einrichtungen, die zur Evangelischen Allianz gehören oder ihr nahestehen. Die Tageszeitung schätzt die Zahl der Evangelikalen in Deutschland mit 2,5 Mio., so dass die EAD rund die Hälfte von ihnen vertreten würde. In Deutschland gehören 1.100 örtliche Allianzkreise zur EAD, in denen sich Christen aus verschiedenen lokalen Gemeinden und Organisationen, aus Landes- und Freikirchen und christlichen Gruppen und Werken treffen, um gemeinsam die Ziele der Evangelischen Allianz zu fördern. Sie führen jährlich eine Gebetswoche (Allianzgebetswoche) durch.
Die Evangelische Allianz in Deutschland ist eine der ältesten Organisationen innerhalb der WEA. Während die Europäische Evangelische Allianz erst 1952 gegründet wurde, ist die EAD bereits 100 Jahre früher im Jahr 1851 als Norddeutscher Zweig der Evangelischen Allianz eigenständig gestartet. Initiatoren waren der evangelische Pfarrer Eduard Wilhelm Theodor Kuntze und der Gründer der deutschen Baptistenbewegung Gottfried Wilhelm Lehmann. Der norddeutsche Zweig der Evangelischen Allianz nannte sich in der Öffentlichkeit zunächst Evangelischer Bund. Das dort beschlossenes Statut, in dem das 1846 beschlossene Glaubensbekenntnis der Weltweiten Evangelischen Allianz aufgenommen und durch weitere Beschlüsse bezüglich Mitgliedschaft und Zielsetzungen erweitert worden war, wurde von folgenden Kirchen mehrerer evangelischer Denominationen unterschrieben. Seit 1886 findet jährlich die Bad Blankenburger „Allianzkonferenz“ statt. Sie hatte zuletzt rund 2.500 Teilnehmer.

### Österreichische Evangelische Allianz
Die Österreichische Evangelische Allianz (ÖEA) führte im Jahr 1863 die erste Internationale Allianzgebetswoche in Wien sowie in Oberschützen (heute Burgenland) durch. Sie wurde unterstützt von der evangelischen Pfarrgemeinde. In den Nachkriegsjahrzehnten beteiligten sich leitende Vertreter der Evangelischen Kirche wie etwa Georg Traar und Gustav Entz am Erhalt der ÖEA. 1988 wurde die heutige ÖEA als Verein konstituiert. Sie besteht (Stand 2022) aus 8 Regionalen Allianzen, 9 Arbeitskreisen, 123 Partner sowie rund 500 Einzelpersonen.

### Schweizerische Evangelische Allianz

Logo der Schweizerischen Evangelischen Allianz

Die Schweizerische Evangelische Allianz (SEA.RES) ist wiederum ein Dachverband aus zwei Evangelischen Allianzen. Die Schweizerische Evangelische Allianz (SEA) repräsentiert Mitglieder der Deutschschweiz, während die Réseau Evangélique Suisse (RES) für die französischsprachige Schweiz zuständig ist. Mitglieder der Schweizerischen Evangelischen Allianz sind Kirchengemeinden aus Landes- und Freikirchen, christliche Organisationen und Einzelpersonen. Der SEA gehören etwa 640 lokale landeskirchliche und freikirchliche Gemeinden, über 230 christliche Organisationen und etwa 1.000 eingetragene Einzelpersonen an. Nach eigenen Schätzungen repräsentiert sie etwa 250.000 Personen in der Schweiz.

## Leitung
Die WEA wird nach außen hin durch ihren Generalsekretär repräsentiert.
Seit dem 1. März 2021 ist dies der Deutsche Thomas Schirrmacher.
Liste der Generalsekretäre seit 1951:
- Roy Cattell (Vereinigtes Königreich) und J. Elwin Wright (Vereinigte Staaten), co-secretaries (1951–1953)
- A. J. Dain (Vereinigtes Königreich) und J. Elwin Wright (Vereinigte Staaten), co-secretaries (1953–1958)
- Fred Ferris (Vereinigte Staaten), International Secretary (1958–1962)
- Gilbert Kirby (Vereinigtes Königreich), International Secretary (1962–1966)
- Dennis Clark (Kanada), International Secretary (1966–1970)
- Gordon Landreth (Vereinigtes Königreich), interim International Secretary (1970–1971)
- Clyde Taylor (Vereinigte Staaten), International Secretary (1971–1975)
- Waldron Scott, (Vereinigte Staaten), General Secretary (1975–1980)
- Wade Coggins (Vereinigte Staaten), Interim General Secretary (1981)
- David M. Howard (Vereinigte Staaten), International Director (1982–1992)
- Agustin Vencer (Philippinen), International Director (1992–2001)
- Gary Edmonds (Vereinigte Staaten), Secretary General (2002–2004)
- Geoff Tunnicliffe (Kanada), Secretary General (2005–2014)[69]
- Efraim Tendero (Philippinen), Secretary General (2015–2021)[70]
- Thomas Schirrmacher (Deutschland), Secretary General (2021–)[71]

## Mitglieder
Das amerikanische Pew Research Center schätzte für das Jahr 2010 die Zahl der Protestanten weltweit auf etwa 800 Millionen Menschen. Die WEA vertritt nach eigenen Angaben etwa 600 Millionen Christen (Stand 2022).
Zur Weltweiten Evangelischen Allianz gehören drei Arten von Mitgliedsorganisationen (member bodies): Regionale Allianzen, Kirchennetzwerke und Assoziierte Mitglieder.

### Regionale Allianzen
Die regionalen Allianzen sind mit Stand 2022 die folgenden:
| Region          | Mitgliedsorganisation                                  |
| Afrika          | Association of Evangelicals in Africa                  |
| Asien           | Asia Evangelical Alliance                              |
| Karibik         | Evangelical Association of the Caribbean               |
| Zentralasien    | Central Asia Evangelical Alliance                      |
| Europa          | European Evangelical Alliance                          |
| Lateinamerika   | Alianza Evangélica Latina (Latin Evangelical Alliance) |
| Mittlerer Osten | Middle East Evangelical Alliance                       |
| Nordamerika     | North American Evangelical Alliance                    |
| Südpazifik      | South Pacific Evangelical Alliance                     |

Diese Regionalen Allianzen haben unter sich 138 Nationale Allianzen, dazu gehört auch die Evangelische Allianz in Deutschland:
- Evangelical Alliance of Angola
- Féderation des Eglises et Missions Evangéliques du Benin
- Evangelical Fellowship of Botswana
- Féderation des Eglises et Missions Evangéliques du Burkina Faso
- Alliance des Evangéliques au Cameroun
- Association des Eglises Evangéliques Centrafricaines
- Entente des Eglises et Missions Evangéliques au Tchad
- Féderation Evangélique de la Côte d’Ivoire
- Alliance Évangélique au Congo
- Association of Evangelicals in Eritrea
- Eswatini Conference of Churches
- Evangelical Churches Fellowship of Ethiopia
- Evangelical Fellowship of the Gambia
- National Association of Evangelicals of Ghana
- Association des Eglises et Missions Evangéliques de Guinée
- Igreja Evangélica da Guinea-Bissau
- Evangelical Alliance of Kenya
- Lesotho Association of Churches Evangelical Movement
- Association of Evangelicals of Liberia
- Alliance Evangelique Madagascar
- Evangelical Fellowship of Malawi
- Association des Groupements des Eglises et Missions Protestantes Evangéliques au Mali
- Fellowship of Christian Churches in Mauritius
- Evangelical Alliance of Morocco
- Associação Evangélica de Moçambique
- Namibia Evangelical Fellowship
- Alliance des Missions et Eglises Evangéliques au Niger
- Nigeria Evangelical Fellowship
- Alliance Evangélique du Rwanda
- Fraternité Evangélique du Senégal
- Seychelles Evangelical Alliance
- Evangelical Fellowship of Sierra Leone
- The Evangelical Alliance of South Africa
- South Sudan Evangelical Alliance
- Tanzania Evangelical Fellowship
- Uganda Evangelical Fellowship
- Evangelical Fellowship of Zambia
- Evangelical Fellowship of Zimbabwe
- National Christian Fellowship of Bangladesh
- Bhutan Evangelical Alliance
- Evangelical Fellowship of Cambodia
- Evangelical Fellowship of India
- The Fellowship of Indonesia Evangelical Churches and Institutions
- Japan Evangelical Association
- National Evangelical Christian Fellowship Malaysia
- Mongolia Evangelical Alliance
- Myanmar Evangelical Christian Fellowship
- National Churches Fellowship of Nepal
- The Evangelical Alliance of Pakistan
- Philippine Council of Evangelical Churches
- Evangelical Alliance of Singapore
- The Christian Council of Korea
- National Christian Evangelical Alliance of Sri Lanka
- Evangelical Fellowship of Thailand
- United Evangelical Association of Antigua & Barbuda
- Barbados Evangelical Association
- Alliance of Evangelical Churches Inc. Grenada
- Guyana Evangelical Fellowship
- Concile des Eglises Evangéliques d’Haïti
- Jamaica Association of Evangelicals
- St. Croix Evangelical Ministerial Association
- St. Kitts Evangelical Association
- Fellowship of Gospel Preaching Churches
- Association of Evangelical Churches in St. Vincent & the Grenadines
- Trinidad & Tobago Council of Evangelical Churches
- Evangelical Alliance of Kazakhstan
- Alliance of Kyrgyz Evangelical Churches
- Tajikistan Evangelical Alliance
- Uzbekistan Evangelical Alliance
- Vëllazëria Ungjillore E Shqipërisë
- Österreichische Evangelische Allianz
- Evangelical Alliance of Azerbaijan
- Belgian Evangelical Alliance > Evangelische Alliantie Vlaanderen > Federale Synode van Protestantse en Evangelische Kerken / Synode Fédéral des Eglises protestantes et évangéliques > Alliance Evangélique Francophone de Belgique
- The Protestant Evangelical Alliance of Bosnia and Herzegovina
- Bulgarian Evangelical Alliance
- Protestantsko Evanđeosko Vijeće u Republici Hrvatskoj
- Cyprus Evangelical Alliance
- Czech Evangelical Alliance
- Evangelisk Alliance i Danmark
- Eesti Evangeelne Allianss
- Suomen Evankelinen Allianssi
- Conseil National des évangéliques de France
- Evangelische Allianz in Deutschland
- Pan-Hellenic Evangelical Alliance
- Magyar Evangeliumi Aliansz
- Evangelical Alliance Ireland
- Evangelical Alliance of Israel
- Alleanza Evangelica Italiana
- Kisha Protestante Ungjillore Kosovës
- Latvijas Evaņģēliskā Alianse
- Alliance Evangélique du Luxembourg
- MissieNederland
- Evangelical Protestant Initiative
- NORME – Norsk Råd for Misjon og Evangelisering
- Alians Ewangeliczny w Polsce
- Alianca Evangélica Portuguesa
- Russian Evangelical Alliance
- Serbian Evangelical Alliance
- Evanjelická Aliancia v Slovenskej Republike
- Alianza Evangélica Española
- Svenska Evangeliska Alliansen
- Schweizerische Evangelische Allianz Réseau Evangélique Suisse
- Protestan Kiliseler Derneği
- Evangelical Alliance of the United Kingdom
- Alianza Cristiana de Iglesias Evangélicas de la República Argentina
- Evangelical Alliance of Belize
- Asociación Nacional de Evangélicos de Bolivia
- Aliança Evangelica Brasileira
- Confraternidad Evangélica de Chile
- Confederación Evangélica de Colombia
- Alianza Evangélica Costarricense
- Alianza de Iglesias Evangélicas de Cuba
- Dominican Evangelical Fraternity
- Confraternidad Evangélica Ecuatoriana
- Confraternidad Evangélica Salvadorena
- Alianza Evangélica de Guatemala
- Confraternidad Evangélica de Honduras
- Confraternidad Evangélica de México (CONEMEX)
- Consejo Nacional Evangélico de Nicarágua
- Confraternidad Evangélica Panamena (CONEPA)
- Asociación de Pastores del Paraguay
- Concilio Evangelico de Peru (CONEP)
- Consejo de Representatividad Evangelica del Uruguay
- Consejo Evangélico de Venezuela
- Association de l’Eglise Protestante d’Algérie
- The Fellowship of the Evangelicals in Egypt
- Convention of Evangelical Churches in Israel
- Jordan Evangelical Council
- Council of Evangelical Churches in Kurdistan
- Council of Local Evangelical Churches in the Holy Land
- Evangelical Churches Alliance Qatar
- National Church Alliance in the United Arab Emirates
- Yemen Evangelical Alliance
- Evangelical Fellowship of Canada (EFC)
- National Association of Evangelicals (NAE)
- EA Foundation
- New Zealand Christian Network
- Evangelical Alliance Papua New Guinea (EAPNG)

### Kirchennetzwerke
Der WEA gehören fünf internationale Kirchennetzwerke an:
- International Missions, Pentecostal Assemblies of Canada (PAOC)
- Mission to the World, Presbyterian Church in America
- Salvation Army
- World Olivet Assembly
- World Reformed Fellowship

außerdem drei nationale Kirchennetzwerke:
- Christian and Missionary Alliance in Canada
- Evangelical Assembly of Presbyterian Churches in America
- Evangelical Presbyterian Church.

### Assoziierte Mitglieder
Die WEA hat 109 assoziierte Mitglieder:
- Accord Network
- Advocates International
- All India Masihi Jamal
- AM International
- Arab World Evangelical Ministers Association
- Asia Missions Association
- Asian Access
- Asia Theological Association
- Association of Christian Schools International
- Avant Ministries
- Back to the Bible
- Barnabas Fund
- Barnabas Relief Fund
- Biblica
- Campus Missions International
- Cedar Fund
- Center for Mission Mobilization
- ChinaSource
- Christian Endeavor World Union
- Christian Language Fellowship
- Christians in Media International
- Christopher Sun Evangelistic Association
- Communio Messianica
- Compassion International
- Cooperation of Mission from Latin America (COMIBAM)
- Creatio International
- Crossroads Christian Communications
- Cru
- David Chung Ministries International
- Diakonos International
- Disciple Nations Alliance (DNA)
- EFCA ReachGlobal
- Elim Center International
- Every Home for Christ International
- Every Nation Churches & Ministries
- Faith and Family Foundation
- Finnish Lutheran Overseas Mission
- Food for the Hungry
- Frontier Ventures
- Frontiers USA
- Global Children’s Forum
- Global Outreach Day
- Global Scholars
- Gospel & Information Technology
- Healthcare Christian Fellowship International
- Holy Bible Society
- Integral Alliance
- International Association for Refugees
- International Association of Evangelical Chaplains
- International Christian Medical and Dental Association
- International Council for Evangelical Theological Education (ICETE)
- International Evangelism Association
- International Justice Mission
- International Needs Network
- Interserve International
- Jews for Jesus
- Jubilee World
- Kenosis Media Group
- Life Lessons From The Bible
- Luis Palau Association
- The Martin Foundation
- Micah Global
- Middle East Concern
- Norsk Luthersk Misjonssamband (Norwegian Lutheran Mission)
- NORMISJON (formerly Norwegian Santal Mission)
- Olivet Center for World Mission (OCWM)
- Olivet University
- One Challenge International
- One Collective
- OneHope International
- One Mission Society
- Open Doors International
- Operation Mobilisation
- Pioneers International
- Power to Change
- Refugee Highway Partnership
- Reliant Mission
- RREACH
- Saint Luke Society
- Scripture Union International Council
- SIM
- Sojourners
- South America Mission
- Take Heart
- The Bible League of Canada
- The Evangelical Alliance Mission (TEAM)
- The Navigators
- The Voice of the Martyrs (Canada)
- Teleo University
- Timothy Two Project International
- TOPIC (Trainers of Pastors International Coalition)
- United World Mission
- Veritas College International
- Veritas Legal Society
- VisionSynergy
- Water Is Basic
- World Evangelical Theological Institute Association (WETIA)
- World’s Christian Endeavor Union
- World Mission Prayer League (WMPL)
- World Team
- World Thrust International
- WorldVenture
- World Vision International
- World Without Orphans
- Wycliffe Associates
- Wycliffe Global Alliance
- Young Disciples International
- Youth Evangelical Fellowship
- Youth for Christ International

## Kontroversen
Die Evangelische Allianz nimmt auf internationaler, europäischer und lokaler Ebene Stellung zu weltanschaulichen, ethischen, wirtschaftlichen und politischen Themen, beispielsweise zur Sexualethik, zur Religionsfreiheit
oder zu Homosexualität.
Sie vertritt dabei in weltanschaulicher und ethischer Hinsicht eine konservativ-christliche und in wirtschaftlicher Hinsicht eine sozial-kritische Position. In beiden Fällen trifft sie dabei auf Kritik von Andersdenkenden. Die Versuche, kreationistische Inhalte in die schulische Ausbildung einfließen zu lassen, verteidigt sie mit dem Verweis auf die Meinungsfreiheit.
Obwohl die Schweizerische Evangelische Allianz (SEA) die Minarett-Initiative der SVP gegen den Bau von Minaretten an Moscheen nicht unterstützte, nahm sie eine Anfrage der Organisation der Islamischen Konferenz bei der Schweizer Botschaft in Saudi-Arabien zum Anlass, auf Einschränkungen bei der Religionsfreiheit in islamischen Ländern hinzuweisen. Dennoch befürwortet die SEA den freiwilligen Verzicht auf den Bau von Minaretten und wendet sich dagegen, dass von Minaretten per Lautsprecher Gebetsrufe ergehen, weil dies „den religiösen Frieden“ gefährde.
Die Tageszeitung bemängelte 2009 einen wachsenden Einfluss von Evangelikalen in Deutschland und dass der damalige Cheflobbyist Wolfgang Baake beinahe „den Rücktritt des Chefs der Bundeszentrale für politische Bildung“ erreicht hätte. Darüber hinaus wird ein wachsender Einfluss beklagt: Die Deutsche Evangelische Allianz „findet sich auf der Lobbyliste des Bundestags auf Platz 744 von 2051“ sowie: „Immer lauter mischen sich die Evangelikalen in Debatten und Wahlkämpfe ein“.
Die weltweite und die Deutsche Evangelische Allianz distanzierten sich deutlich vom sogenannten International Burn a Koran Day. Sie treten für Religionsfreiheit für Angehörige aller Religionen und von Religionslosen weltweit ein. Die Weltweite Evangelische Allianz betreibt mit dem Internationalen Institut für Religionsfreiheit eine eigene Forschungseinrichtung zur Erforschung und Förderung der Religionsfreiheit.